# Triaenodes polystachius
Triaenodes polystachius är en nattsländeart som först beskrevs av G. Marlier 1957.  Triaenodes polystachius ingår i släktet Triaenodes och familjen långhornssländor. Inga underarter finns listade i Catalogue of Life.